# Samuel Lover
Samuel Lover, né  le 24 février 1797 à Dublin et mort le 6 juillet 1868 à Saint-Hélier, est un peintre, écrivain et musicien irlando-britannique.

## Biographie
Samuel Lover naît le 24 février 1797 à Dublin. Il est le fils d'un courtier. Il est installé à Londres en 1835.
Il est d’abord peintre de miniatures. Les miniatures qu’il expose à la Hibernian Academy sont très appréciées; le musée de Dublin en conserve une.
Plusieurs de ses chansons, dont Molly Bawn et le Trèfle à quatre feuilles, sont devenues populaires.
Il obtient aussi un grand succès en littérature. Il écrit quelques romans : Rory O'Mores (1837) ; Handy Andy (1842), et Un trésor (1844) ; diverses pièces de théâtre, et des recueils de Légendes irlandaises (1831); Chants et Ballades (1839), et Contes en vers (1858).
Il meurt le 6 juillet 1868 à Saint-Hélier.